# Județul Vilnius
Vilnius este un județ în Lituania și are cea mai mare suprafață și populație.

## Municipalități
- Elektrėnai
- Šalčininkai
- Širvintos
- Švenčionys
- Trakai
- Ukmergė
- Vilnius City
- Vilnius District

## Orașe
- Baltoji Vokė
- Eišiškės
- Elektrėnai
- Grigiškės
- Lentvaris
- Nemenčinė
- Pabradė
- Rūdiškės
- Šalčininkai
- Širvintos
- Švenčionėliai
- Švenčionys
- Trakai
- Ukmergė
- Vievis
- Vilnius

- Adutiškis
- Aukštadvaris
- Bagaslaviškis
- Bezdonys
- Deltuva
- Dieveniškės
- Gelvonai
- Jašiūnai
- Kaltanėnai
- Kernavė
- Labanoras
- Lyduokiai
- Maišiagala
- Mickūnai
- Musninkai
- Onuškis
- Pabaiskas
- Semeliškės
- Šešuoliai
- Siesikai
- Šumskas
- Taujėnai
- Vepriai
- Vidiškiai
- Želva
- Žemaitkiemis
- Zibalai

## Sate
- Avižieniai
- Belazariškiai
- Buivydiškės
- Buivydžiai
- Didžiosios Kabiškės
- Didžioji Riešė
- Glitiškės
- Jauniūnai
- Kaniūkai
- Karmazinai
- Kena
- Krakūnai
- Mačiuliškės
- Mateikonys
- Medininkai
- Miežionys
- Nemėžis
- Norviliškės
- Pociškė
- Poškonys
- Rudamina
- Rykantai
- Semeniškiai
- Užulėnis
- Vaigeliškės
- Saugūniškės
- Senieji Trakai
- Skaidiškės
- Valtūnai
- Varnikai
- Vasiuliškė
- Zalavas

1. ↑  Visuotinė lietuvių enciklopedija